# Pafnuti Txebixov
Pafnuti Txebixov (rus: Пафну́тий Льво́вич Чебышёв)  (Akatovo, 4 de maig de 1821 (Julià) - Sant Petersburg, 26 de novembre de 1894 (Julià)) va ser un matemàtic rus.

## Biografia
Txebixov nasqué al poble d'Okatovo al raion de Borovsk, óblast de Kaluga. El seu pare, Lev Pàvlovitx, era un noble rus. Des de la seva infantesa Pafnuti patí una discapacitat física que va fer que no fos destinat a l'exèrcit i a més el va impulsar a estudiar matemàtiques.
El 1832 la família es traslladà a Moscou on Txebixov continuà els estudis de matemàtica i física des de 1837 a la universitat on tingué com a professors Nikolai Braschman, Nikolai Zernov i D. M. Perevoixtxikov.

## Contribucions matemàtiques
Txebixov treballà en els camps de la probabilitat, estadística i teoria de nombres. La desigualtat de Txebixov diu que si {\displaystyle X} és una variable aleatòria amb desviació estàndard σ, la probabilitat que la sortida de {\displaystyle X} és no menor que {\displaystyle a\sigma } fora de la seva mitjana no més que {\displaystyle 1/a^{2}}:
{\displaystyle \Pr(|X-{\mathbf {E} }(X)|\geq a\,\sigma )\leq {\frac {1}{a^{2}}}.}
La desigualtat de Txebixov es fa servir per provar la llei dels grans nombres.
Txebixov és considerat com el fundador de la matemàtica a Rússia, juntament amb els seus alumnes Dmitri Grave, Aleksandr Korkin, Aleksandr Liapunov i Andrei Màrkov i molts altres descendents.
El cràter d'impacte Chebyshev de la Lluna i l'asteroide 2010 Chebyshev reben el seu nom.

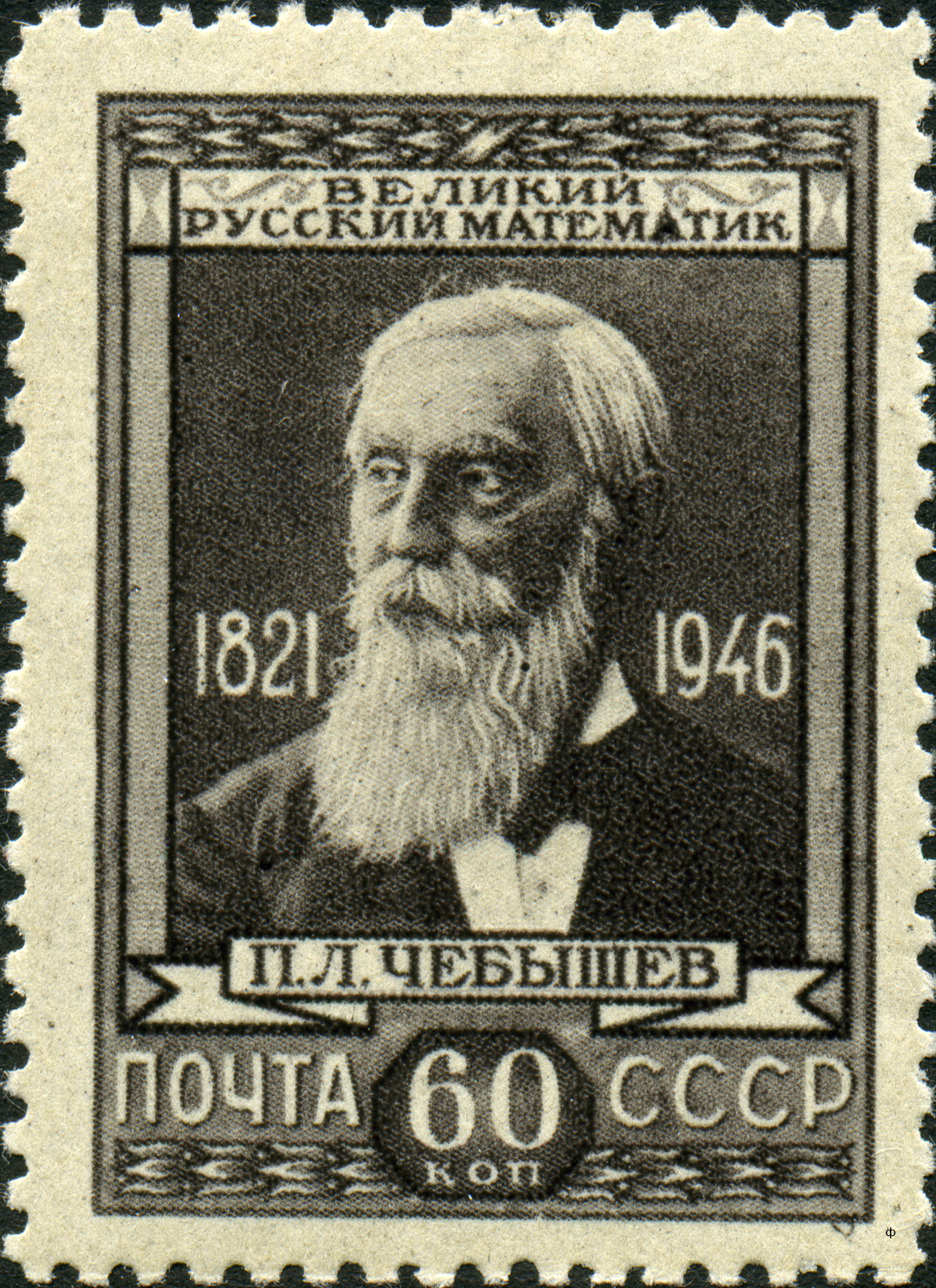
Segell de l'URSS de l'any 1946 amb l'efígie de Pafnuti Txebixov